# أنتوني ستيوارت (ملاكم)
أنتوني ستيوارت (بالإنجليزية: Anthony Stuart) (28 ديسمبر 1907 – 1974) هو ملاكم من المملكة المتحدة راحل، مثّل بلاده في الألعاب الأولمبية الصيفية 1936.

## روابط خارجية
أنتوني ستيوارت على موقع أوليمبيديا (الإنجليزية)